# Leopold Goëss
Leopold Goëss (* 2. September 1916 in Graz; † 25. Dezember 2005 in Klagenfurt; bis 1919 Leopold Graf von Goëss) war ein österreichischer Land- und Forstwirt und Politiker.

## Leben und Wirken
Nach Absolvierung des Realgymnasiums studierte Goëss 1939 Rechtswissenschaften an der Universität Graz und Universität Innsbruck (Promotion 1939) und absolvierte die Hochschule für Welthandel in Wien.
Im Krieg diente Leopold Goëss unter anderem bei einem der Waffen-SS zugerechneten Kosakenregiment, nach 1945 war er zunächst als Prokurist bei der Bleiberger Bergwerksunion tätig, dann als Direktor einer Holzfirma in Triest (Panguliana Trieste) 1953 bis 1993 widmete er sich der Bewirtschaftung des väterlichen Großgrundbesitzes.
Leopold Goëss war Mitglied des Gemeinderates von Ebenthal 1954 bis 1966, Präsident der Kärntner Sparkasse 1959 bis 1981, Obmann des Forstausschusses der Kärntner Landwirtschaftskammer, Präsident des Bundesholzwirtschaftsrates 1975 bis 1981, Präsident des Kunstvereines für Kärnten 1975 bis 1986, und Mitglied des Bundesrats vom 17. Juli 1962 bis zum 2. Juli 1974. Er war weiters Vorsitzender des Vereins SOS-Kinderdorf seit 1986.
Der aus ehemals gräflicher Familie stammende, rechtsgerichtete ÖVP-Politiker stiftete 1958 den im Familienbesitz befindlichen Ulrichsberg für die einschlägigen Treffen der Ulrichsberggemeinschaft und geriet dadurch in Kritik.

## Auszeichnungen
- 1974: Großes Silbernes Ehrenzeichen für Verdienste um die Republik Österreich[1]